# Grésigny-Sainte-Reine
Grésigny-Sainte-Reine település Franciaországban, Côte-d’Or megyében. Lakosainak száma 147 fő (2022. január 1.). Grésigny-Sainte-Reine Ménétreux-le-Pitois, Flavigny-sur-Ozerain, Venarey-les-Laumes, Alise-Sainte-Reine, Bussy-le-Grand és Darcey községekkel határos.

## Népesség
A település népességének változása:
| Lakosok száma | 167  | 153  | 138  | 138  | 142  | 142  | 142  | 142  | 144  | 147  |
|               | 1968 | 1982 | 1990 | 2006 | 2013 | 2015 | 2017 | 2019 | 2020 | 2022 |